# Batrachostomus cornutus
Рогатый лягушкорот, или  Сундский лягушкорот (лат. Batrachostomus cornutus) — вид птиц семейства лягушкоротов. Выделяют два подвида.

## Распространение
Обитают на островах Борнео и Суматра на территории Брунея, Индонезии и Малайзии. Живут в субтропических и тропических влажных равнинных, горных и мангровых лесах.

## Описание
Длина тела 23-28 см. Варианты окраски оперения очень разнообразны, что породило сомнения в научной литературе относительно того, за какую часть этого разнообразия ответственен половой диморфизм, а за какую — полиморфизм. У взрослых самцов имеется широкая бледная «бровь». Существует две морфы самцов по окраски: чёрно-белая и коричнево-жёлтая. Самки отличаются наличием насыщенно-рыжих деталей окраски верхних частей тела и рыжим низом. При этом отметин может быть так много, что они начинают напоминать коричнево-охристую окраску самца.

## Биология
По имеющимся данным, питаются насекомыми.